# Romain Langasque
Romain Langasque (Grasse, 18 mei 1995) is een Franse golfer die speelt op de Europese PGA Tour.

## Amateur
In 2015 was Langasque de derde Fransman die het Brits Amateur won, na Philippe Ploujoux in 1981 en Julien Guerrier in 2006. De 120ste editie werd in 2015 op de Carnoustie Golf Club gespeeld. Hij versloeg in de 36-holes finale de Schot Grant Forrest met 4&2. Daarna stond hij nummer 27 op de wereldranglijst. De overwinning bezorgde Langasque een wildcard voor het Brits Open op St Andrews in juli 2015 en het US Open in april 2016.

## Professional
Langasque werd professional bij de Masters in 2016. Hij speelde dat jaar op de Challenge Tour.
Op 23 september 2018 won hij de Hopps Open de Provence, zijn eerste overwinning als professional en daarmee ook zijn eerste overwinning op de Challenge Tour.
Op 23 augustus 2020 won hij het ISPS Handa Wales Open, zijn eerste toernooizege op de Europese tour.

### Gewonnen als amateur
- 2007: Frans kampioen junioren
- 2014: Grand Prix de Bordeaux-Lac, Coupe Mouchy, 22ste Trophée des Régions.
- 2015: Southern au Cross Invitational (Argentinië), Brits Amateur

### Gewonnen als professional

#### European Tour
- 2020: ISPS Handa Wales Open

#### Challenge Tour
- 2018: Hopps Open de Provence

#### French Tour
- 2018: Internationaux de France Professionels de Double

### Teams
- European Nations Cup: 2015

### Baanrecord
- Golf Alcanada (Spanje) (64, -8)